# 石谷清茂
石谷 清茂（いしがや きよしげ）は、江戸時代の旗本。

## 生涯
石谷清夤の5男として生まれる。明和3年（1766年）12月3日、兄の石谷清盈の後を継ぐ。同月21日はじめて徳川家治に拝謁する。明和4年（1767年）2月20日、書院番の番士となり、安永5年（1776年）4月、徳川家治の日光社参の際に諸道具奉行を務める。安永6年（1777年）4月21日、御徒歩頭となり、同年12月18日、布衣の着用を許される。天明8年（1788年）10月19日、西城の御目付となる。寛政元年（1789年）9月7日、御目付となる。寛政3年（1791年）5月11日、禁裏付に移り、同年7月11日、従五位下肥前守に叙任される。寛政9年（1797年）9月19日、御持筒頭となった。